# Lissaspis longistriata
Lissaspis longistriata är en stekelart som beskrevs av Jussila 1998. Lissaspis longistriata ingår i släktet Lissaspis och familjen brokparasitsteklar. Inga underarter finns listade i Catalogue of Life.